# Wysoczyzna Strzelecka

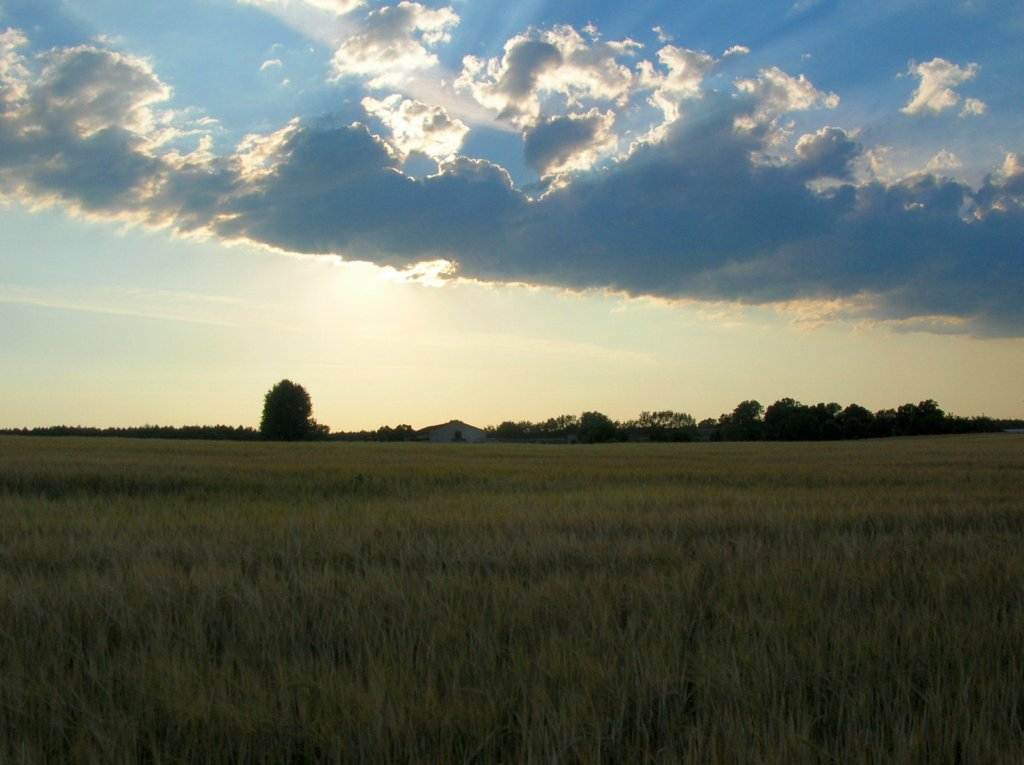

Wysoczyzna Strzelecka – mikroregion fizycznogeograficzny (314.733) w północnej Polsce, w gminach: Dobrcz i Pruszcz, stanowiący południowo-wschodni fragment Wysoczyzny Świeckiej. 

## Położenie
Mikroregion przylega od strony wschodniej do Wysoczyzny Osielskiej, zaś na północy sięga do miejscowości Pruszcz. Nazwa pochodzi od wsi Strzelce Górne, położonej na północny wschód od Bydgoszczy, na skraju doliny Wisły.
Strefę zboczową wysoczyzny na granicy z Doliną Dolnej Wisły zajmuje odrębny mikroregion – Zbocze Fordońskie. 

## Charakterystyka
Wysoczyzna Strzelecka jest płaską i falistą wysoczyzną morenową, położoną na wysokości 93–95 m n.p.m. Zbudowana jest z glin morenowych o dużej miąższości (do ok. 20–30 m). Najczęściej są to 2–4 serie o miąższości kilku metrów, podzielone osadami fluwioglacjalnymi (piaski drobno- i średnioziarniste) lub zastoiskowymi (mułki, iły). Miąższość osadów czwartorzędowych wynosi 40–50 m. W rzeźbie mikroregionu zaznaczają się rynny subglacjalne, z których największą jest rynna jezior Kusowo i Dobrcz oraz mniejsze w okolicy Niewieścina, Topolna i Luszkowa. Niewielkie jeziora w nich położone urozmaicają krajobraz i są powiązane hydrograficznie z doliną Wisły. 
Dominującą formą użytkowania terenu jest rolnictwo (grunty orne). Przeważają gleby płowe, lokalnie brunatne wyługowane oraz czarne ziemie. Są to gleby II–III klasy bonitacyjnej (kompleks 4 pszenno-żytni). 
Wysoczyzna Strzelecka cechuje się gęstą siecią osadnictwa wiejskiego. W wielu miejscowościach zachowały się zespoły zabudowy dworskiej z parkami w różnym stanie (Strzelce, Kusowo, Gądecz, Niewieścin, Luszkowo). W niektórych parkach drzewa chronione są jako pomniki przyrody (Strzelce), a na szczególną uwagę zasługuje pomnikowa aleja dębowa przy drodze krajowej nr 5 Bydgoszcz-Gdańsk. Przy wielu innych drogach zachowały się wartościowe zadrzewienia lipy, klonu, jesionu, dębów (np. okolice Strzelec, Dobrcza, Kotomierza).